# Novodubrovka
Novodubrovka (en rus: Новодубровка) és un poble de l'óblast de Saràtov, a Rússia, segons el cens del 2010 tenia 396 habitants. Pertany al districte municipal de Petrovsk.